# Cocorăștii Colț
Cocorăștii Colț è un comune della Romania di 2 681 abitanti, ubicato nel distretto di Prahova, nella regione storica della Muntenia. 
Il comune è formato dall'unione di 8 villaggi: Cheșnoiu, Cocorăștii Colț, Cocorăștii Grind, Colțu de Jos, Ghioldum, Perșunari, Piatra, Satu de Sus.
Cocorăștii Colț è divenuto comune autonomo nel 2003, staccandosi dal comune di Mănești.